# بنية وفاعلية
هناك نقاش دائم في العلوم الاجتماعية حول أولوية البنية أو الفاعلية في تشكيل السلوك البشري. البنية هي التنظيمات ذات النمط المتكرر التي تؤثر أو تحد من الخيارات والفرص المتاحة. الفاعلية هي قدرة الأفراد على التصرف بشكل مستقل واتخاذ خياراتهم الحرة المستقلة. قد يُفهم نقاش البنية مقابل الفاعلية على أنه إشكالية التنشئة الاجتماعية ضد الاستقلالية في تحديد ما إذا كان الفرد يتصرف ككيان حر أو بطريقة تمليها البنية الاجتماعية.

## البنية والتنشئة الاجتماعية والاستقلال الذاتي
يتعلق الجدل حول أولوية البنية أو الفاعلية بقضية في صميم النظرية الاجتماعية الكلاسيكية والمعاصرة على حد سواء، وهي سؤال نابع من علم الوجود الاجتماعي: ما الذي يصنع العالم الاجتماعي؟ ما هو سبب العالم الاجتماعي، وما الذي يعد تأثيرًا؟ هل تحدد البنيات الاجتماعية سلوك الفرد أم الفاعلية البشرية الذاتية؟
يرى البنيويون الاجتماعيون من أمثال إميل دوركهايم أن البنية والتسلسل الهرمي ضروريان لتأسيس ووجود المجتمع ذاته. على النقيض يؤكد منظرون من أمثال كارل ماركس أن البنية الاجتماعية يمكن أن تعمل على حساب غالبية الأفراد في المجتمع. قد تشير البنية في كلتا الحالتين إلى شيء مادي (أو اقتصادي) وثقافي (أي يتعلق بالمعايير والعادات والتقاليد والأيديولوجيات).
طرح بعض المنظرين فكرة أن ما نعرفه كوجودنا الاجتماعي يتحدد إلى حد كبير من خلال البنية العامة للمجتمع. يمكن أيضًا تفسير الفاعلية المتصورة للأفراد عن طريق عملية هذه البنية. تشمل النظم النظرية المتفقة مع هذا الرأي:
- البنيوية
- بعض أشكال النفعية
- الماركسية

يمكن اعتبار كل هذه المدارس في هذا السياق نماذج شمولية، أي أنهم يتبنون فكرة أن الكل أكبر من مجموع أجزائه.
يؤكد منظرون آخرون من ناحية أخرى على قدرة الأفراد على بناء عوالمهم وإعادة بنائها. وبهذا المعنى يمكن اعتبار الفرد أكثر تأثيرًا من النظام نفسه. تشمل النظم النظرية المتفقة مع هذا الرأي:
- الفردية المنهجية
- الظواهرية الاجتماعية
- التفاعلية
- المنهجية العرقية

هناك رأي ثالث اتخذه العديد من المنظرين الاجتماعيين الحديثين لمحاولة إيجاد نقطة وسطية بين الموقفين السابقين. إذ يرون البنية والفاعلية كقوات مكملة لبعضها، فتؤثر البنية على السلوك البشري، وفي نفس الوقت يقدر الأفراد على تغيير البنيات الاجتماعية التي يعيشون فيها. تعتبر نظرية الهيكلة مثالًا بارزًا على هذا الرأي.
سيطر النهج الأول (الذي يؤكد أهمية البنيان الاجتماعي) على علم الاجتماع الكلاسيكي. رأى المنظّرون الأوائل جوانب فريدة للعالم الاجتماعي لا يمكن تفسيرها ببساطة من خلال مجموع الأفراد المكونين له. اعتقد دوركهايم اعتقادًا راسخًا أن الجماعة لها خصائص ناشئة خاصة بها، ورأى أننا بحاجة إلى علم جديد ليتعامل مع هذه الخصائص الناشئة. لدى النهج الثاني (الفردية المنهجية مثلًا) موقف راسخ في العلوم الاجتماعية أيضًا. لا يزال العديد من المنظرين يتبعون هذا المسار (يميل الاقتصاديون مثلًا إلى تجاهل أي نوع من الكُلانية).
بالتالي، فإن النقاش المركزي يحفز المنظرين الملتزمين بمفاهيم الشمولية المنهجية ضد الملتزمين بالفردية المنهجية. الفكرة الأولى -الشمولية المنهجية- هي كون العناصر الفاعلة منغمسة اجتماعيًا ومندمجة بشكل كامل في البنيات والمؤسسات الاجتماعية التي تقيد أو تمكّن، وتشكل عمومًا تصرفات الأفراد وقدراتهم للقيام بفعل ما، وينبغي اتخاذ هذه البنية الاجتماعية على أنها العامل الأساسي والأكثر أهمية. بينما الفكرة الثانية -الفردية المنهجية- هي كون الأفراد الفاعلين هم العناصر النظرية والأنطولوجية المركزية في النظم الاجتماعية، والبنية الاجتماعية عبارة عن ظاهرة ثانوية كنتيجة وعاقبة لأفعال وأنشطة الأفراد المتفاعلين.

## المُنظّرون الرئيسيون

### جورج سيميل
جورج سيميل (1858-1918) هو واحد من الجيل الأول من علماء الاجتماع غير الألمان. كانت دراساته رائدة في مفاهيم البنية الاجتماعية والفاعلية. تشمل أعماله الأكثر شهرة اليوم «المدن الكبرى والحياة العقلية» و«فلسفة المال».

### نوربرت إلياس
نوربرت إلياس (1897–1990) هو عالم اجتماع ألماني ركز عمله على العلاقة بين القوة، والسلوك، والعاطفة، والمعرفة بمرور الوقت. شكل بنسبة كبيرة ما يسمى سيرورة علم الاجتماع أو علم الاجتماع المجازي.

### تالكوت بارسونز
تالكوت بارسونز (1902-1979) هو عالم اجتماع أمريكي والمنظر الرئيسي لنظرية الفعل (يطلق عليها بشكل مضلل الوظيفية البنيوية) في علم الاجتماع منذ ثلاثينيات القرن الماضي في الولايات المتحدة الأمريكية. تحلل أعماله البنية الاجتماعية ولكن من حيث الفعل الإرادي ومن خلال إضفاء الطابع المؤسسي المعياري، وذلك عن طريق تنظيم الشكل الكلي للنظام في إطار نظري مستند إلى فكرة النظم الحية والتسلسل الهرمي الإلكتروني. لا توجد مشكلة في البنية والفاعلية بالنسبة إلى بارسونز، إذ يعتبرها مشكلة زائفة.

### بيير بورديو
بيير بورديو (1930-2002) هو منظر فرنسي قدم نظريته العملية حول الفهم لفرعيات العلاقة بين البنية والفاعلية في عدد كبير من المنشورات بدءًا من »الخطوط العريضة لنظرية الممارسة« المنشور في عام 1972، إذ قدم فيه مفهوم «الخلقة». تم تسمية كتابه «التفرقة: نقد اجتماعي لحكم الذوق» كواحد من أهم عشرة أعمال في علم الاجتماع في القرن العشرين من قبل الجمعية الدولية لعلم الاجتماع.
المفاهيم الأساسية في عمل بورديو هي الخلقة، النطاق، ورأس المال. ينشأ الفرد اجتماعيًا في نطاق ما، تحت مجموعة متطورة من الأدوار والعلاقات في هذا المجال الاجتماعي، الذي تتعرض فيه أشكال مختلفة من رأس المال مثل الهيبة أو الموارد المالية للخطر. بينما يتأقلم الفرد مع أدواره وعلاقاته في سياق موقعه في النطاق، يقوم بإضفاء صفة الذاتية على العلاقات والتوقعات المتعلقة لكي يكون فاعلًا في هذا النطاق. تشكل هذه العلاقات الذاتية والتوقعات المعتادة والعلاقات مع مرور الوقت الخلقة.
يحاول عمل بورديو التوفيق بين البنية والفاعلية، إذ تؤثر البنيات الخارجية في الخلقة وتندمج معها، وفي نفس الوقت تؤثر تصرفات الفرد الخارجية على التفاعلات بين سائر الأفراد الفاعلين في العلاقات الاجتماعية في هذا النطاق. لذلك فإن نظرية بورديو هي ديالكتيك بين إضفاء الطابع الخارجي على الذاتي، وإضفاء الطابع الذاتي على الخارجي.

### بيرغر ولاكمان
رأى بيتر بيرغر وتوماس لاكمان في كتابهما «البنيان الاجتماعي للواقع» الصادر في عام 1966 أن العلاقة بين البنية والفاعلية علاقة ديالكتيكية. حيث يشكل المجتمع الأفراد الذين ينشئون المجتمع بدورهم، وهو ما يشكل حلقة مستمرة دائمة.

### جيمس كولمان
صور عالم الاجتماع جيمس صموئيل كولمان العلاقة بين ظواهر علم الاجتماع الكلي والسلوك الفردي في ما يعرف عادة باسم «قارب كولمان». إذ تُحرض ظاهرة على المستوى الكبير على أفعال معينة من جانب الأفراد، وهو ما يؤدي إلى ظاهرة لاحقة على المستوى الكبير. وبهذه الطريقة يؤخذ فعل فردي في سياق بنيان اجتماعي كلي، ويؤدي هذا الفعل بدوره (من قِبل العديد من الأفراد) إلى تغيير البنية الكلية.

### أنتوني غيدنز
يهدف علم الاجتماع المعاصر عمومًا إلى التوفيق بين البنية والفاعلية كمفاهيم. طور أنتوني غيدنز نظرية الهيكلة في كتابات مثل «دستور المجتمع» الصادر في عام 1984. يحاول فيه بشكل متطور تجاوز ازدواجية البنية والفاعلية ويدافع عن ازدواجية البنية بدلًا عن ذلك، إذ تكون البنية الاجتماعي هي الوسط والنتيجة عن الفعل الاجتماعي في نفس الوقت، ويُكون الأفراد والبنيات ككيانات بنيوية على نحو متبادل لهم وضع وجودي متساو. يوصف التفاعل المشترك للفرد مع البنية بالنسبة إلى غيدنز كنظام من القواعد على أنه هيكلة. يستخدم مصطلح الانعكاسية للإشارة إلى قدرة الفرد على تغيير مكانه في البنية الاجتماعية عن وعي؛ وبالتالي يمكن القول إن العولمة وظهور المجتمع ما بعد التقليدي يسمح بانعكاسية اجتماعية أكبر. لذلك تُعد العلوم الاجتماعية والسياسية مهمة لأن المعرفة الاجتماعية -مثل المعرفة الذاتية- قد تكون محررة للفرد.